# Телавское военное пехотное училище
Телавское военное пехотное училище — военное учебное заведение СССР, готовившее командиров взводов стрелковых, миномётных, пулемётных и сапёрных частей в 1941—1946 годах.
Дислоцировалось в городе Скопин.

## История
Датой начала формирования Телавского пехотного училища является 20 июля 1941 года. Базой для училища послужили Гурджаанские пехотные курсы усовершенствования начальствующего состава запаса повышенного типа, функционировавшие с 1939 года и передислоцированные из Гурджаани в Телави. Формированием училища занимался начальник Телавских пехотных курсов комсостава, а впоследствии первый начальник училища, полковник Георгий Иванович Купарадзе.
Училищу был утверждён штат № 19/20 литер А, на основании которого устанавливалось, что обучение будут проходить 2500 человек переменного состава (курсантов) и 400 человек начальствующего состава запаса (группа по подготовке командиров рот и батальонов). Помимо прочего, учебное заведение должно было заниматься подготовкой инструкторов-истребителей танков из числа добровольцев-курсантов, окончивших училище со сроком обучения 1 месяц.
В период с августа по ноябрь 1942 года училище занималось организацией обороны перевалов Колоросол-Кал Главного Кавказского хребта. Для этого были сформированы 6 отдельных горнострелковых рот из числа курсантов и командиров, которые были отправлены на перевалы.
В связи с продвижением немецких войск к Закавказью училищу было предписано 9 ноября начать передислокацию на станцию Шатки Казанской железной дороги. Ранее подготовленные позиции на перевалах были переданы с частью личного состава и имущества 16-я стрелковой бригаде. В то же время курсанты училища пополнили, наряду с призывниками и фронтовиками из госпиталей, состав 328 стрелковой дивизии. В ходе передислокации выяснилось, что помещения для размещения училища на новом месте отсутствуют и училище было направлено в город Скопин Рязанской области. Перемещался только командно-начальствующий состав, а оставшиеся на момент расформирования училища курсанты перед выездом из Телави по нарядам штаба Закавказского фронта были переданы в разные училища фронта для прохождения дальнейшей учёбы.
В городе Скопино параллельно с налаживанием жилищно-бытовых условий личного состава, обеспечением всеми видами довольствия, налаживанием учебно-материальной базы требовалось доукомплектовать преподавательский состав с 70,9 % до полного штата а также в кратчайшие сроки провести укомплектование курсантским составом.
В январе 1943 года начали набор курсантов. Комплектование провели в короткие сроки. К 1 марта численность курсантов составила 1886 человек, а к 31 марта — 2507 человек. Это были призывники 1925 года рождения. В виду военного времени и востребованности на фронте командных кадров обучение курсантов вели ускоренно — срок подготовки составлял 6,5 месяцев. С июня 1943 года перешли на годичную форму обучения, а позже и на двухгодичную.
На основании директивы Генерального штаба ВС СССР № 246668 от 6 мая 1946 года училище расформировывалось с 1 сентября 1946 года.

## Начальники училища
- Купарадзе, Георгий Иванович, полковник (август 1940 — февраль 1942)
- Размадзе, Илья Омаинович, полковник, (февраль 1942 — июнь 1942)
- Тер-Габриэлян Атом Сергеевич, подполковник, врид (июнь 1942 — июль 1942)
- Котоян Леван Даргиевич, подполковник, врид (июль 1942 — август 1942)
- Клименко Лонгин Алексеевич, полковник, (сентябрь 1942 — январь 1943)
- Комаров, Фёдор Иванович, полковник, (январь 1943 — июль 1943)
- Соловьёв, Павел Николаевич, полковник (октябрь 1943 — июль 1946)[6]

## Выпуски
Первый выпуск курсантов был произведён в январе 1942 года в количестве 418 человек по специальностям: командиров взводов стрелковых, миномётных, пулемётных и сапёрных частей. Из данного выпуска были зачислены на курсы подготовки инструкторов-истребителей танков 67 человек. За время существования училища подготовлены и выпущены в войска 4628 офицеров, 5312 младших командиров и рядовых специалистов, преимущественно для гвардейских частей.